# Rhizoctonia solani
Rhizoctonia solani (teleomorfa: Thanatephorus cucumeris) es un patógeno de plantas, con un gran rango de huéspedes y de distribución mundial. Es una de las causas del marchitamiento fúngico, que mata a las plántulas en horticultura.

## Identificación
Rhizoctonia solani  no produce esporas, por lo que es identificado solo por características del micelio.  Sus células hifales son multinucleadas.  R. solani se subdivide en grupos de anastomosis (AG) basado en fusión de hifas entre razas
El teleomorfo de R. solani es Thanatephorus cucumeris.  Forma basidios reunidos y cuatro esterigmas apicales 
en donde los esporidios ovales, hialinos se fijam.
R. solani produce micelio blanco a pardo oscuro cuando crece sobre micelio artificial. Las hifas miden  4-15 μm de ancho y tienden a ramificar en ángulos rectos.  Un septum cerca de cada brazo de hifa y una pequeña constricción en el brazo son diagnósticos.